# بينهم (باركشير)
بينهم (بالإنجليزية: Beenham)‏ هي قرية وأبرشية مدنية تقع في المملكة المتحدة في إنجلترا. يقدر عدد سكانها بـ 459 نسمة ومساحتها 8.05 كم2 .